# Corteza prefrontal dorsomedial
La corteza prefrontal dorsomedial (dmPFC o DMPFC Dorso-Medial Pre-frontal Cortex,  por sus siglas en inglés), es una sección de la corteza prefrontal en la anatomía cerebral de algunas especies. Incluye porciones de las áreas de Brodmann BA8, BA9, BA10, BA24 y BA32, aunque algunos autores la identifican específicamente con BA8 y BA9 Algunos subcomponentes notables incluyen la corteza cingulada anterior dorsal (BA24 y BA32),la corteza prelímbica, y la corteza infralímbica.

## Funciones

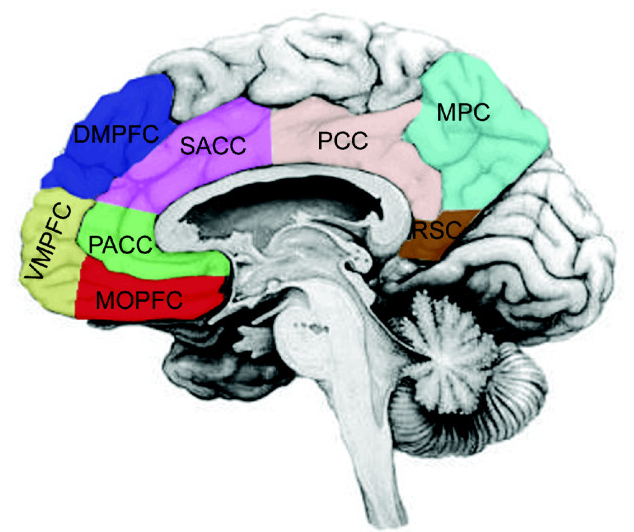
DMPFC= dmPFC= Dorso-Medial PreFrontalCortex en azul.

Las pruebas demuestran que la dmPFC desempeña varias funciones en los seres humanos. Se ha identificado que la dmPFC desempeña funciones en el procesamiento del sentido del yo, la integración de las impresiones sociales, la teoría de la mente, los juicios morales, la empatía, la toma de decisiones, el altruismo, el procesamiento de la información sobre el miedo y la ansiedad y la inhibición descendente de la corteza motora. La dmPFC también modula o regula las respuestas emocionales y la frecuencia cardíaca en situaciones de miedo o estrés y desempeña un papel en la memoria a largo plazo). Algunos sostienen que la dmPFC se compone de varias subregiones más pequeñas que son más específicas para cada tarea A la dmPFC se le atribuyen muchas funciones en el cerebro. A pesar de ello, no existe una comprensión definitiva del papel exacto que desempeña la dmPFC, y los mecanismos subyacentes que dan lugar a su(s) función(es) en el cerebro aún están por ver.

## Identidad
Se cree que la dmPFC es uno de los componentes de la formulación de la identidad o el sentido del yo. Cuando se encargó a los actores que interpretaran a un personaje, los escáneres de IRMf mostraron una supresión relativa de la dmPFC en comparación con las tareas de referencia. Esta misma desactivación no se observó en las demás tareas realizadas por los actores. Los autores teorizan que esto puede deberse a que los actores suprimen activamente su propio sentido del yo para representar a otro personaje. De forma similar, se ha demostrado que la dmPFC está inactiva en individuos con disociación psicológica.

## Juicios sociales y teoría de la mente
La investigación ha indicado que la dmPFC desempeña un papel en la creación de impresiones sociales. Un estudio demostró que el uso de la estimulación magnética transcraneal (EMT) en la dmPFC durante una tarea de juicio social altera directamente la capacidad de una persona para formar juicios sociales. Además, la dmPFC está activa cuando las personas están tratando de entender las perspectivas, creencias y pensamientos de los demás, una capacidad conocida como Teoría de la mente. La dmPFC también ha demostrado desempeñar un papel en el altruismo. El grado de actividad de la dmPFC durante una tarea social predijo la cantidad de dinero que esa persona donaría más tarde a los demás. Además, se ha demostrado que la dmPFC desempeña un papel en las decisiones morales.

## Emoción
Se ha demostrado que la dmPFC está implicada en la regulación emocional voluntaria e involuntaria Al rememorar recuerdos negativos, los adultos mayores muestran una activación en la dmPFC. Se cree que esto actúa como un mecanismo que reduce la negatividad general del acontecimiento. Se cree que la dmPFC está alterado en personas diagnosticadas de trastorno bipolar, lo que provoca una alteración de la regulación emocional.

## Toma de decisiones
Además de los juicios sociales, la dmPFC muestra una mayor activación durante tareas complejas de toma de decisiones. Otros estudios han mostrado una mayor activación en la dmPFC cuando una persona debe decidir entre dos resultados igualmente probables, así como cuando una decisión es contraria a sus tendencias conductuales.

## Otras especies
La DMPFC también puede identificarse en monos. Se cree que el sistema prelímbico en ratones es funcionalmente análogo a la función de regulación emocional de la dmPFC en humanos.

## Modelos animales
En ratas, se ha demostrado que  la dmPFC ejerce un control descendente sobre las regiones motoras, aunque aún se desconocen los mecanismos exactos de cómo se consigue. Otro estudio analizó cómo los receptores de dopamina de la dmPFC desempeñan un papel en la regulación del miedo en las ratas.
En un experimento con ratones se descubrió que la estimulación optogenética de la dmPFC aumentaba su perseverancia, su impulso motivacional y su valentía, lo que les hacía asumir un papel más dominante en las jerarquías sociales. Además, los investigadores han demostrado que los receptores 5-HT6 de la dmPFC desempeñan un papel en la regulación de comportamientos similares a la ansiedad en ratones.